# Primera División de España 1940-41
La temporada 1940-41 de Primera División fue la 10.ª edición de la máxima categoría del sistema de Ligas españolas de fútbol. Se disputó entre el 29 de septiembre de 1940 y el 30 de marzo de 1941. Fue la última edición que se disputó con doce participantes, al aumentarse la siguiente temporada a 14 equipos.
Tras asentarse el régimen político del país, entró en vigor la Ley de Asociaciones por decreto del 21 de enero de 1941 del Ministerio de la Gobernación, que obligó al uso del castellano sobre los extranjerismos, y en especial anglicismos, en diversos ámbitos, incluido el fútbol. Así, dejaron de utilizarse términos habituales como foot-ball, equipiers, off-side o goal, mientras que se asentaron otros como balompié, fútbol, club o defensa, por citar algunos, y entre las que se incluyeron las denominaciones de los clubes, reseñas más patentes y en su inmensa mayoría anglificados al recalar el fútbol en España desde Inglaterra.
El Club Atlético Aviación conquistó su segundo título de liga al superar por dos puntos al Atlético de Bilbao. Fue el tercer club en revalidar el título de campeón tras el Atlético de Bilbao en la temporada 1930-31 y el Real Madrid Club de Fútbol en la 1932-33, a la vez que igualaba a estos últimos como segundo club más laureado.
El máximo goleador de la edición fue Pruden Sánchez, quien estableció un nuevo récord con 33 goles anotados, cinco por encima de los 28 anotados por Isidro Lángara en la temporada 1935-36, y que permaneció vigente hasta que fue superada en 1947 por Telmo Zarra.

## Sistema de competición
La Primera División de España 1940-41 fue organizada por la Real Federación Española de Fútbol (RFEF).
Como en ediciones precedentes, constaba de un grupo único integrado por doce clubes de toda la geografía española. Siguiendo un sistema de liga, los doce equipos se enfrentaron todos contra todos en dos ocasiones -una en campo propio y otra en campo contrario-, sumando un total de 22 jornadas. El orden de los encuentros se decidió por sorteo antes de empezar la competición.
La clasificación final se estableció con arreglo a los puntos obtenidos en cada enfrentamiento, a razón de dos por partido ganado, uno por empatado y ninguno en caso de derrota. En caso de empate a puntos entre dos o más clubes en la clasificación final, se tuvo en cuenta el mayor cociente de goles.

### Efectos de la clasificación
El equipo que más puntos sumó al final del campeonato fue proclamado campeón de liga.
Debido a la ampliación de la categoría de doce a catorce integrantes para la siguiente temporada, esta campaña no tuvo descensos directos. Los dos últimos clasificados se enfrentaron en la promoción de permanencia al tercer y cuarto clasificado de la liguilla de ascenso de Segunda División. Dicha promoción se jugó a partido único en terreno neutral (Madrid), siendo sus ganadores los que obtuvieron plaza para la siguiente temporada en Primera División.
Por su parte, los dos primeros clasificados de la liguilla de promoción de Segunda División ascendieron directamente a Primera.

## Clubes participantes
El Oviedo Football Club, tras un año sin competir a consecuencia de la guerra civil, recuperó su plaza en la máxima categoría. El Club Real Murcia debutó en la categoría esta temporada. Mediado el campeonato los clubes sufrieron un cambio de denominación. En total, participaron doce clubes:
| Equipo                      | (nueva denominación)       | Ciudad    | Estadio           | Aforo  |
| --------------------------- | -------------------------- | --------- | ----------------- | ------ |
| Athletic Club               | Atlético de Bilbao         | Bilbao    | San Mamés         | 13.065 |
| Athletic-Aviación Club      | Club Atlético Aviación     | Madrid    | Campo de Vallecas | 18.000 |
| Football Club Barcelona     | Club de Fútbol Barcelona   | Barcelona | Las Corts         | 25.000 |
| Real Club Celta de Vigo     | —                          | Vigo      | Balaidos          | 22.000 |
| Real Club Deportivo Español | —                          | Barcelona | Sarriá            | 15.774 |
| Hércules Football Club      | Alicante Club Deportivo    | Alicante  | Bardín            | 8.000  |
| Oviedo Football Club        | Real Oviedo Club de Fútbol | Oviedo    | Buenavista        | 22.000 |
| Real Madrid Football Club   | Real Madrid Club de Fútbol | Madrid    | Chamartín         | 22.000 |
| Club Real Murcia            | —                          | Murcia    | La Condomina      | ?      |
| Sevilla Football Club       | Sevilla Club de Fútbol     | Sevilla   | Nervión           | 16.000 |
| Valencia Football Club      | Valencia Club de Fútbol    | Valencia  | Mestalla          | 17.000 |
| Zaragoza Football Club      | Zaragoza Club de Fútbol    | Zaragoza  | Torrero           | 8.000  |

A mitad de temporada entró en vigor la Ley de Asociaciones, por decreto del 21 de enero de 1941 del Ministerio de la Gobernación, que obligaba al uso del castellano y prohibía los extranjerismos en las denominaciones de las asociaciones. Así pues, el Athletic-Aviación Club pasó a llamarse Club Atlético de Aviación, el Football Club Barcelona pasó a Club de Fútbol Barcelona, etc. Casi al mismo tiempo, los clubes como el Madrid Football Club o el Oviedo Football Club pudieron recuperar los títulos y distintivos monárquicos prohibidos durante la Segunda República, pasando a llamarse Real Madrid Fútbol Club, Real Oviedo Club de Fútbol, etc.

## Desarrollo

### Clasificación
| Pos. | Equipo                | Pts. | PJ | G  | E | P  | GF | GC | Dif. | Clasificación                            |
| ---- | --------------------- | ---- | -- | -- | - | -- | -- | -- | ---- | ---------------------------------------- |
| 1    | Atlético Aviación (C) | 33   | 22 | 13 | 7 | 2  | 70 | 36 | +34  | Campeón                                  |
| 2    | Atlético de Bilbao    | 31   | 22 | 13 | 5 | 4  | 49 | 24 | +25  |                                          |
| 3    | Valencia C. F. (C, O) | 27   | 22 | 11 | 5 | 6  | 60 | 52 | +8   | Campeón de Copa.                         |
| 4    | C. F. Barcelona       | 27   | 22 | 13 | 1 | 8  | 55 | 45 | +10  |                                          |
| 5    | Sevilla C. F.         | 26   | 22 | 12 | 2 | 8  | 70 | 43 | +27  |                                          |
| 6    | Real Madrid C. F.     | 24   | 22 | 11 | 2 | 9  | 51 | 38 | +13  |                                          |
| 7    | C. D. Español         | 22   | 22 | 10 | 2 | 10 | 50 | 54 | −4   |                                          |
| 8    | Real Oviedo C. F.     | 16   | 22 | 7  | 2 | 13 | 36 | 63 | −27  |                                          |
| 9    | Alicante C. D.        | 16   | 22 | 7  | 2 | 13 | 28 | 67 | −39  |                                          |
| 10   | Club Celta            | 15   | 22 | 7  | 1 | 14 | 45 | 51 | −6   |                                          |
| 11   | Zaragoza C. F. (D)    | 14   | 22 | 5  | 4 | 13 | 26 | 41 | −15  | Promoción de descenso a Segunda División |
| 12   | Club Real Murcia (D)  | 13   | 22 | 5  | 3 | 14 | 29 | 55 | −26  | Promoción de descenso a Segunda División |

 Fuente: BDFutbol
Criterios de clasificación: Puntos · Diferencia de goles · Goles a favor · Play-off
|                                |
| Campeón Club Atlético Aviación |
| 2.º título                     |

### Promoción
El Granada Club de Fútbol y la Real Sociedad de Fútbol ascendieron a Primera División tras resultar campeón y subcampeón respectivamente de Segunda División. El descenso se decidió en una promoción de permanencia por dos puestos en los que se enfrentaron el Zaragoza Club de Fútbol frente al Club Deportivo Castellón, y el Club Real Murcia contra el Real Club Deportivo de La Coruña, los dos últimos del campeonato y el tercer y cuarto mejor clasificado de la segunda categoría. Tras su disputa, ascendieron los dos clubes de inferior categoría, quienes se estrenarían en Primera División al siguiente año.
La promoción se jugó a partido único en Madrid, con los siguientes resultados:
| Promoción de permanencia; 2 de mayo de 1941 | Zaragoza C. F. | 2 - 3   | C. D. Castellón | Estadio de Chamartín, Madrid |  |
|                                             |                | Reporte |                 |                              |  |

| Promoción de permanencia; 4 de mayo de 1941 | C. R. Murcia | 1 - 2   | R. C. D. La Coruña | Campo de Vallecas, Madrid |  |
|                                             |              | Reporte |                    |                           |  |

### Evolución de la clasificación
| Jornada / Equipo    | 1  | 2  | 3  | 4  | 5  | 6  | 7  | 8  | 9  | 10 | 11 | 12 | 13 | 14 | 15 | 16 | 17 | 18 | 19 | 20 | 21 | 22 |
| Jornada / Equipo    |    |    |    |    |    |    |    |    |    |    |    |    |    |    |    |    |    |    |    |    |    |    |
| ------------------- | -- | -- | -- | -- | -- | -- | -- | -- | -- | -- | -- | -- | -- | -- | -- | -- | -- | -- | -- | -- | -- | -- |
| Atlético Aviación   | 4  | 3  | 2  | 2  | 2  | 3  | 2  | 2  | 2  | 2  | 2  | 1  | 1  | 1  | 1  | 1  | 1  | 1  | 1  | 1  | 1  | 1  |
| Atlético de Bilbao  | 5  | 6  | 8  | 11 | 11 | 8  | 6  | 5  | 4  | 4  | 4  | 3  | 4  | 2  | 2  | 2  | 2  | 2  | 2  | 2  | 2  | 2  |
| Valencia C. F.      | 6  | 10 | 12 | 10 | 6  | 5  | 5  | 6  | 6  | 7  | 7  | 9  | 7  | 7  | 7  | 6  | 6  | 5  | 5  | 4  | 3  | 3  |
| C. F. Barcelona     | 12 | 9  | 10 | 8  | 7  | 9  | 11 | 7  | 7  | 6  | 6  | 6  | 6  | 6  | 6  | 7  | 7  | 7  | 7  | 6  | 4  | 4  |
| Sevilla C. F.       | 1  | 4  | 1  | 1  | 1  | 1  | 1  | 1  | 1  | 1  | 1  | 4  | 3  | 4  | 3  | 3  | 3  | 4  | 3  | 3  | 5  | 5  |
| Real Madrid C. F.   | 7  | 2  | 6  | 3  | 3  | 2  | 3  | 3  | 3  | 3  | 3  | 2  | 2  | 3  | 5  | 4  | 4  | 3  | 4  | 5  | 6  | 6  |
| R. C. D. Español    | 2  | 8  | 5  | 6  | 5  | 4  | 4  | 4  | 5  | 5  | 5  | 5  | 5  | 5  | 4  | 5  | 5  | 6  | 6  | 7  | 7  | 7  |
| Real Oviedo C. F.   | 11 | 12 | 9  | 7  | 10 | 11 | 8  | 9  | 8  | 10 | 8  | 7  | 8  | 10 | 8  | 8  | 8  | 9  | 8  | 9  | 8  | 8  |
| Alicante C. D.      | 3  | 5  | 3  | 4  | 8  | 10 | 12 | 11 | 10 | 8  | 10 | 8  | 9  | 11 | 11 | 11 | 10 | 8  | 9  | 8  | 9  | 9  |
| R. C. Celta de Vigo | 9  | 1  | 7  | 9  | 4  | 7  | 9  | 10 | 9  | 11 | 9  | 10 | 10 | 8  | 9  | 10 | 11 | 11 | 11 | 10 | 10 | 10 |
| Zaragoza C. F.      | 8  | 7  | 4  | 5  | 9  | 6  | 7  | 8  | 11 | 9  | 11 | 12 | 11 | 12 | 12 | 12 | 12 | 12 | 12 | 11 | 12 | 11 |
| C. R. Murcia        | 10 | 11 | 11 | 12 | 12 | 12 | 10 | 12 | 12 | 12 | 12 | 11 | 12 | 9  | 10 | 9  | 9  | 10 | 10 | 10 | 11 | 12 |

Estadísticas actualizadas hasta el final del campeonato.

### Resultados
| Local \ Visitante   | ALI | ATH | ATA | BAR  | CEL | ESP | MUR | OVI | RMA | SEV | VAL  | ZAR |
| ------------------- | --- | --- | --- | ---- | --- | --- | --- | --- | --- | --- | ---- | --- |
| Alicante C. D.      | —   | 1–0 | 3–3 | 1–3  | 0–5 | 3–2 | 4–0 | 3–0 | 0–3 | 1–0 | 0–2  | 1–0 |
| Atlético de Bilbao  | 4–0 | —   | 0–5 | 3–1  | 4–1 | 6–2 | 6–1 | 2–1 | 3–1 | 2–1 | 5–0  | 0–0 |
| Atlético Aviación   | 7–1 | 1–1 | —   | 4–4  | 5–4 | 5–3 | 6–0 | 3–0 | 3–1 | 3–1 | 2–2  | 3–1 |
| C. F. Barcelona     | 3–2 | 1–0 | 2–4 | —    | 2–0 | 2–3 | 3–0 | 7–0 | 3–0 | 4–0 | 4–3  | 2–0 |
| R. C. Celta de Vigo | 2–0 | 1–2 | 0–2 | 1–4  | —   | 7–1 | 5–1 | 3–1 | 1–2 | 2–2 | 6–2  | 1–0 |
| R. C. D. Español    | 1–2 | 1–1 | 2–3 | 3–1  | 4–1 | —   | 2–1 | 5–0 | 3–2 | 4–3 | 2–1  | 3–0 |
| R. C. Murcia        | 0–0 | 1–3 | 1–1 | 1–3  | 3–0 | 3–1 | —   | 1–2 | 3–1 | 2–1 | 2–5  | 1–0 |
| Real Oviedo C. F.   | 6–0 | 0–2 | 4–3 | 3–1  | 4–3 | 3–3 | 2–1 | —   | 0–2 | 0–4 | 3–3  | 5–4 |
| Real Madrid C. F.   | 5–3 | 0–1 | 1–4 | 1–2  | 3–1 | 4–1 | 2–1 | 1–0 | —   | 4–1 | 6–1  | 6–0 |
| Sevilla C. F.       | 8–3 | 1–0 | 1–1 | 11–1 | 3–0 | 3–1 | 3–2 | 4–1 | 5–4 | —   | 10–3 | 4–1 |
| Valencia C. F.      | 6–0 | 2–2 | 3–1 | 3–1  | 5–1 | 3–0 | 3–3 | 5–1 | 1–1 | 4–1 | —    | 1–0 |
| Zaragoza C. F.      | 7–0 | 2–2 | 1–1 | 2–1  | 1–0 | 0–3 | 2–1 | 3–0 | 1–1 | 0–3 | 1–2  | —   |

## Estadísticas

### Tabla histórica de goleadores
El salmantino Pruden Sánchez fue el máximo goleador del campeonato con treinta y tres goles en veintidós partidos, con un promedio de 1.5 goles por encuentro. A él le siguieron en la tabla de realizadores el vizcaíno Mundo Suárez con veintiuno y con dieciocho el valenciano Vicente Martínez. Hasta el año 1953 no se oficializó la entrega del trofeo «pichichi» al máximo goleador del campeonato, motivo por el cual los datos hasta la fecha varían según fuentes consultadas. La marca de Pruden superó el registro de veintiocho tantos anotados por Isidro Lángara en 1936, que eran hasta la fecha el mayor número de goles conseguidos en una edición.
Cabe destacar a Guillermo Gorostiza, jugador que hasta el momento disputó todas las ediciones del campeonato desde la temporada 1929-30, con la excepción del primer torneo, y que junto a los catorce goles logrados con su nuevo club, le colocaron con 121 como el máximo goleador histórico del campeonato. Superó así la marca de 109 goles establecida por su excompañero Agustín Sauto Bata, quien desde la guerra no volvería a jugar más en la máxima categoría pese a retirarse en 1944.

Nota: Nombres y banderas de equipos en la época.
| \| Pos. \| Jugador \| G. \| Part. \| Prom. \| \| Club \| Nota \| \| ---- \| ------------------- \| -- \| ----- \| ----- \| \| --------------------------- \| ------------------------------------------------------ \| \| 1 \| Pruden Sánchez \| 33 \| 22 \| 1.50 \| \| Club Atlético Aviación \| Nueva marca de goles en una edición (33 goles) \| \| 2 \| Mundo Suárez \| 21 \| 21 \| 1.00 \| \| Valencia Club de Fútbol \| \| \| 3 \| Vicente Martínez \| 18 \| 16 \| 1.13 \| \| Real Club Deportivo Español \| \| \| 4 \| Guillermo Campanal \| 17 \| 18 \| 0.94 \| \| Sevilla Club de Fútbol \| \| \| 5 \| Paco Campos \| 16 \| 22 \| 0.73 \| \| Club Atlético Aviación \| \| \| 6 \| Miguel Torrontegui \| 14 \| 17 \| 0.82 \| \| Sevilla Club de Fútbol \| \| \| = \| Manuel Alday \| 14 \| 21 \| 0.67 \| \| Real Madrid Club de Fútbol \| \| \| = \| Guillermo Gorostiza \| 14 \| 21 \| 0.67 \| \| Valencia Club de Fútbol \| Nuevo máximo goleador histórico del torneo (121 goles) \| \| 9 \| Mariano Martín \| 12 \| 14 \| 0.86 \| \| Club de Fútbol Barcelona \| \| \| = \| Agustín Jarabo \| 12 \| 16 \| 0.75 \| \| Real Club Celta de Vigo \| \| \| = \| Juan del Pino \| 12 \| 19 \| 0.63 \| \| Real Club Celta de Vigo \| \| \| 12 \| Chus Alonso \| 11 \| 14 \| 0.79 \| \| Real Madrid Club de Fútbol \| \| \| = \| Raimundo Blanco \| 11 \| 21 \| 0.52 \| \| Sevilla Club de Fútbol \| \| \| = \| Antón Sánchez \| 11 \| 22 \| 0.50 \| \| Real Oviedo Club de Fútbol \| \| \| = \| Rafael Berrocal \| 11 \| 22 \| 0.50 \| \| Sevilla Club de Fútbol \| \| Actualizado a fin de torneo. |                     |    |       |       |  |                             |                                                        |
| Pos. | Jugador             | G. | Part. | Prom. |  | Club                        | Nota                                                   |
| 1 | Pruden Sánchez      | 33 | 22    | 1.50  |  | Club Atlético Aviación      | Nueva marca de goles en una edición (33 goles)         |
| 2 | Mundo Suárez        | 21 | 21    | 1.00  |  | Valencia Club de Fútbol     |                                                        |
| 3 | Vicente Martínez    | 18 | 16    | 1.13  |  | Real Club Deportivo Español |                                                        |
| 4 | Guillermo Campanal  | 17 | 18    | 0.94  |  | Sevilla Club de Fútbol      |                                                        |
| 5 | Paco Campos         | 16 | 22    | 0.73  |  | Club Atlético Aviación      |                                                        |
| 6 | Miguel Torrontegui  | 14 | 17    | 0.82  |  | Sevilla Club de Fútbol      |                                                        |
| = | Manuel Alday        | 14 | 21    | 0.67  |  | Real Madrid Club de Fútbol  |                                                        |
| = | Guillermo Gorostiza | 14 | 21    | 0.67  |  | Valencia Club de Fútbol     | Nuevo máximo goleador histórico del torneo (121 goles) |
| 9 | Mariano Martín      | 12 | 14    | 0.86  |  | Club de Fútbol Barcelona    |                                                        |
| = | Agustín Jarabo      | 12 | 16    | 0.75  |  | Real Club Celta de Vigo     |                                                        |
| = | Juan del Pino       | 12 | 19    | 0.63  |  | Real Club Celta de Vigo     |                                                        |
| 12 | Chus Alonso         | 11 | 14    | 0.79  |  | Real Madrid Club de Fútbol  |                                                        |
| = | Raimundo Blanco     | 11 | 21    | 0.52  |  | Sevilla Club de Fútbol      |                                                        |
| = | Antón Sánchez       | 11 | 22    | 0.50  |  | Real Oviedo Club de Fútbol  |                                                        |
| = | Rafael Berrocal     | 11 | 22    | 0.50  |  | Sevilla Club de Fútbol      |                                                        |

### Evolución del registro de máximo goleador histórico
Nota: tomados en consideración los partidos y goles que establece el trofeo «pichichi» que pueden diferir/y difieren de otros datos oficiales en la trayectoria de los jugadores al guiarse el premio por su propio baremo. Resaltados jugadores en activo en la presente edición.
| Pos. | Jugador                | G.  | Part. | Prom. | Debut   | (Equipo debut)                  | Otros clubes                                                                      |
| ---- | ---------------------- | --- | ----- | ----- | ------- | ------------------------------- | --------------------------------------------------------------------------------- |
| 1    | Guillermo Gorostiza    | 121 | 161   | 0.75  | 1929-30 | Atlético de Bilbao (107)        | Valencia Club de Fútbol (14)                                                      |
| 2    | Agustín Sauto Bata     | 109 | 118   | 0.92  | 1929-30 | Atlético de Bilbao (109)        |                                                                                   |
| 3    | Victorio Unamuno       | 94  | 134   | 0.70  | 1928-29 | Atlético de Bilbao (65)         | Betis Balompié (29)                                                               |
| 4    | Luis Regueiro          | 90  | 140   | 0.64  | 1928-29 | Real Unión Club de Irún (36)    | Real Madrid Club de Fútbol (54)                                                   |
| 5    | José Iraragorri        | 87  | 113   | 0.77  | 1929-30 | Atlético de Bilbao (87)         |                                                                                   |
| 6    | Isidro Lángara         | 82  | 61    | 1.34  | 1933-34 | Real Oviedo Club de Fútbol (82) |                                                                                   |
| 7    | Santiago Urtizberea    | 70  | 71    | 0.99  | 1928-29 | Real Unión Club de Irún (48)    | Real Sociedad (22)                                                                |
| 8    | Guillermo Campanal     | 60  | 79    | 0.76  | 1928-29 | Sevilla Club de Fútbol (60)     |                                                                                   |
| 9    | José Vilanova          | 59  | 96    | 0.61  | 1931-32 | Valencia Club de Fútbol (33)    | Alicante Club Deportivo (17), Zaragoza C. F. (9)                                  |
| 10   | Ángel Arocha           | 57  | 80    | 0.71  | 1928-29 | Club de Fútbol Barcelona (52)   | Atlético de Madrid (5)                                                            |
| 11   | Manuel Olivares        | 56  | 82    | 0.68  | 1930-31 | Deportivo Alavés (10)           | Real Madrid C. F. (34), Real Sociedad (7), Zaragoza C. F. (2), Alicante C. D. (3) |
| =    | Ignacio Alcorta Cholín | 53  | 94    | 0.56  | 1928-29 | Real Sociedad (53)              |                                                                                   |